# (23937) Delibes
(23937) Delibes ist ein Asteroid des Hauptgürtels, der am 15. Oktober 1998 von Astronomen der OCA-DLR Asteroid Survey am Observatoire de Calern (IAU-Code 010) in Caussols in Südfrankreich entdeckt wurde.
Der Himmelskörper wurde am 16. Juni 2008 nach dem französischen Komponisten Léo Delibes (1836–1891) benannt, der zu den beliebtesten Bühnenkomponisten der Romantik zählte und daneben auch Kirchenmusik und Lieder schuf.